# Zurich (grande région)
Pour les articles homonymes, voir Zurich (homonymie).
Zurich désigne une des sept grandes régions suisses. 
Selon la classification de l'Office fédéral de la statistique, elle correspond au canton de Zurich.

## Source
- Communiqué de presse mai 1999 Office fédéral de la statistique